# Władca górskiej doliny (obraz)
Władca górskiej doliny (ang. Monarch of the Glen) – obraz olejny autorstwa angielskiego malarza animalisty – sir Edwina Landseera z 1851 roku. Dzieło przedstawiające samca jelenia szlachetnego na tle szkockiego krajobrazu wystawione jest w Scottish National Gallery.

## Opis obrazu
Na pierwszym planie znajduje się dorosły samiec jelenia szlachetnego, o czym świadczą m.in. gruby, pokryty ciemną grzywą kark. W gwarze myśliwskiej jelenia z przedstawionym na obrazie porożem klasyfikuje się jako dwunastaka regularnego obustronnie koronnego.
Tło obrazu stanowi bliżej nieokreślony szkocki krajobraz. Według jednej z hipotez tło dla przedstawionego na obrazie zwierzęcia stanowi dolina Glen Affric. W biografii Landseera pojawiają się dwie potencjalne lokalizacje: lasy Glenorchy, w których Landseer często polował oraz Glen Quoich, gdzie znajduje się charakterystyczna formacja skalna znana jako „kamienie Landseera”.  

## Historia
Obraz został zamówiony jako jeden z elementów tryptyku, który miał zawisnąć w Pałacu Westminsterskim zniszczonym w pożarze  z 1834 r. Przewidziane w zamówieniu sceny polowań miały zdobić ściany jadalni w Izbie Lordów. Zadanie namalowania obrazów powierzono w 1850 r. rozpoznawalnemu już sir Edwinowi Landseerowi.
Landseer był członkiem Królewskiej Akademii Sztuk Pięknych i jednym z ulubionych malarzy królowej Wiktorii. Częstym motywem jego prac były przedstawienia zwierząt. Na jego dorobek artystyczny składały się głównie obrazy i szkice, nie brak również rzeźb, wśród których najbardziej rozpoznawalnymi są statuy lwów u stóp Kolumny Nelsona na placu Trafalgarskim. W latach 40. XIX w. Landseer tworzył liczne szkice jeleni, bazując na obserwacjach tych zwierząt m.in. podczas podróży do szkockiego regionu Highlands w 1824 r.
Po wykonaniu pierwszego z trzech obrazów – The Monarch of the Glen – Izba Gmin odmówiła zatwierdzenia rosnących wydatków Izby Lordów, przeznaczonych na dzieła sztuki mające zdobić wnętrza odbudowywanego Parlamentu. Mimo to obraz Landseera zyskiwał popularność, przynosząc mu dochód z tytułu praw autorskich do sprzedaży kopii, nad których jakością czuwał sam autor.   
Dzieło wystawione było w Londynie w 1851, 1874 i 1890 r. Do 1884 r. obraz znajdował się w kolekcji Williama Denisona, pierwszego earla Londesborough, następnie przeszedł w ręce Henry’ego Eatona, pierwszego barona Cheylesmore. Po jego śmierci w 1891 r. obraz trafił do domu aukcyjnego Christie’s, skąd w maju 1892 r. został wykupiony przez dom akcyjny Agnew's.  

### WykorzystanieThe Monarch of the Glenw marketingu
Kolejnym właścicielem dzieła sztuki został Thomas J. Baratt, prezes wytwórni mydeł A. & F. Pears, nazywany „ojcem współczesnej reklamy”. W kampaniach reklamowych wykorzystywał on wizerunki powszechnie znanych osób, a także dzieł sztuki. Następnie obraz wykupiony został w 1916 r. przez Thomasa Dewara, pierwszego barona Dewar. Był on również współwłaścicielem destylarni John Dewar & Sons, dla której jeleń z obrazu Landseera miał stać się motywem reklamującym szkocką whisky, jeszcze zanim podobny motyw wykorzystała destylarnia Glenfiddich. Było to pierwsze, ale nie ostatnie wykorzystanie The Monarch of the Glen do celów marketingowych. Obraz przeszedł na własność brytyjskiego producenta alkoholi – Diageo, jako element wykupionej przez firmę destylarni Dewar & Sons. W 1997 r. Diageo sprzedało Dewar & Sons firmie Bacardi. Obraz, jako element aktywów obrotowych, pozostał w rękach Diageo, skąd wypożyczony został do Muzeum Narodowego Szkocji w Edynburgu.   

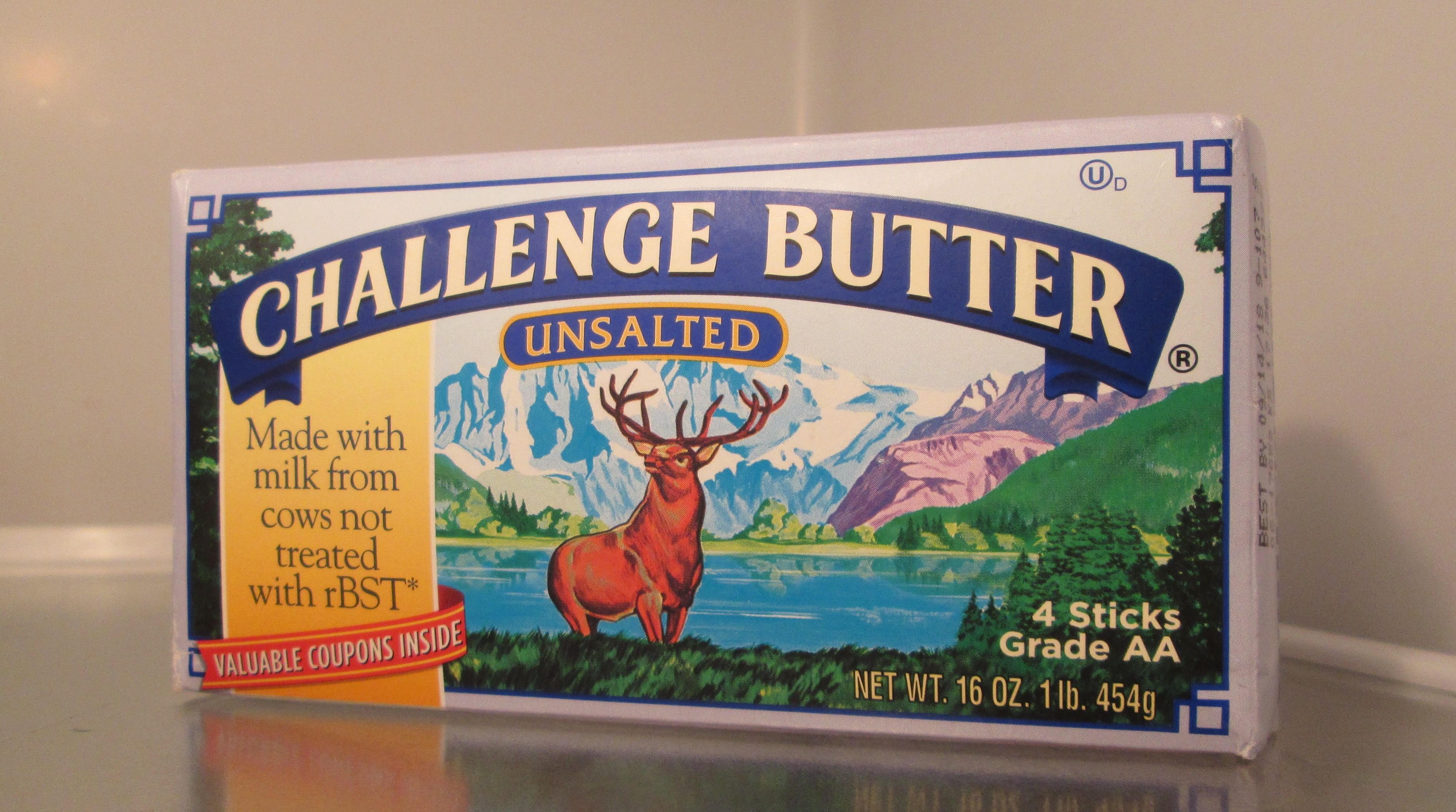
Opakowanie masła Challenge Butter. Na etykiecie jeleń inspirowany dziełem Landseera.

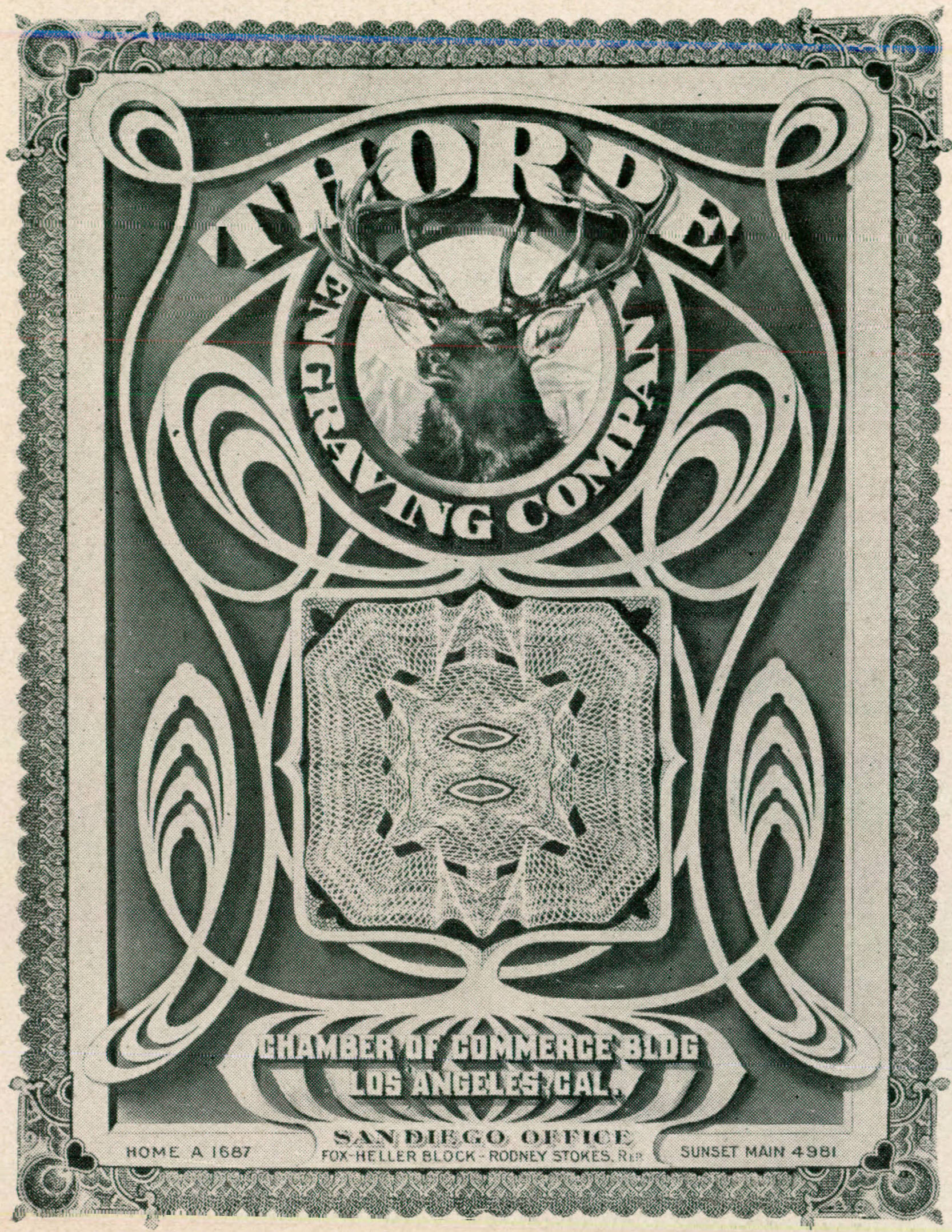
Reklama Thorpe Engraving Company, zawierająca motyw jelenia z obrazu Landseera w gazecie El Rodeo

W listopadzie 2016 r. firma ogłosiła się z zamiarem sprzedaży dzieła sztuki, gdyż "nie ma ono bezpośredniego związku z naszą działalnością lub markami". Obraz wart 8 milionów funtów zaoferowano za połowę kwoty Szkockim Galeriom Narodowym. W 2017 r. ruszyła kampania, której celem było pozyskanie funduszy na zakup dzieła. Zakończyła się ona sukcesem, a The Monarch of the Glen trafił na stałe do kolekcji Scottish National Gallery.  
W XX w. wizerunek jelenia uwieczniony na obrazie był częstym motywem pojawiającym się na opakowaniach produktów spożywczych, butelkach whisky, a także w karykaturach, co spowodowało dyskusję nad wykorzystaniem dzieła, uznawanego za ważne dla szkockiej tożsamości narodowej, jako element marketingowy.  

### Reinterpretacje dzieła
W 1966 r. angielski malarz Peter Blake namalował obraz zatytułowany „After ‘The Monarch of the Glen’ by Sir Edwin Landseer”. Dzieło to powstało na zamówienie Paula McCartneya, który zlecił Blake’owi namalowanie obrazu do jego posiadłości w Mull of Kintyre. Przedstawia on jelenia w takiej samej pozie i scenerii jak The Monarch of the Glen, ale w innej, cieplejszej kolorystyce oraz napisem „After ″The Monarch of The Glen″ by sir Edwin Landseer. Peter Blake. 1966.”. Dzieło powstało, aby uhonorować „wspaniały obraz, wspaniałego zwierzęcia”.  
Kolejnej reinterpretacji dzieła dokonał w 2017 r. Pater Saville. Wykonał on tapiserię, na której znany z obrazu Landseera jeleń podpisany jest „AFTER AFTER AFTER MONARCH OF THE GLEN BY SIR EDWIN LANDSER BY SIR PETER BLAKE BY PETER SAVILLE DOVECOT 2012”. Podpis bezpośrednio odnosi się do dzieła Petera Blake’a, lecz także do licznych w przypadku The Monarch of the Glen adaptacji.  
Przedstawiony na obrazie Landseera jeleń znalazł się również na okładce albumu Secret Messages zespołu Electric Light Orchestra.